# Sciapus variabilis
Sciapus variabilis är en tvåvingeart som först beskrevs av Meijere 1913.  Sciapus variabilis ingår i släktet Sciapus och familjen styltflugor. Inga underarter finns listade i Catalogue of Life.